# Svend Reffs
Svend Hilmar Bloch Reffs (11. februar 1887 i Aarhus – 25. marts 1936 i Roskilde) var en dansk officer og fabrikant.
Han blev uddannet som officer i den danske hær, hvor han blev ven med Prins Aage.
Svend Reffs meldte sig under 1. verdenskrig til den amerikanske hær. Hermed blev han en af de få danskere der gik ind i de allierede styrker. Han var delingsfører for en pionerdeling i 311th Infantry Regiment fra 1917 til 1918.
Far til filminstruktøren mm. Annelise Hovmand.

## Ekstern henvisning
- U.S. 78th Infantry Division